# Syrphoctonus cuneatus
Syrphoctonus cuneatus là một loài tò vò trong họ Ichneumonidae.